# بنجامين ونايت
بنجامين ونايت (بالإنجليزية: Benjamin Knight)‏ هو مصرفي أمريكي، ولد في 1813، وتوفي في 1898.